# Грийн (окръг, Ню Йорк)
Вижте пояснителната страница за други населени места с името Грийн.
Окръг Грийн (на английски: Greene County) е окръг в щата Ню Йорк, Съединени американски щати. Площта му е 1704 km², а населението - 47 470 души (2017). Административен център е село Катскил.